# Štěpán Koreš
Štěpán Koreš (Písek, 14 febbraio 1989) è un calciatore ceco, centrocampista del Dukla Praga.